# هنري توماس باكل
هنري توماس باكل (24 نوفمبر 1821 - 26 مايو 1862) (بالإنجليزية: Henry Thomas Buckle)‏ هو مؤرخ وعالم اجتماعي ولاعب شطرنج إنجليزي، وهو مؤلف كتاب «تاريخ الحضارة في إنجلترا» (1857-1871). انتقد باكل التفسير اللاهوتي للتاريخ. وبصفته ممثلاً لمذهب الحتمية الجغرافية، فإنه يعزو تطور الحضارات إلى تأثير عوامل طبيعية.

## روابط خارجية
- هنري توماس باكل على موقع الموسوعة البريطانية (الإنجليزية)
- هنري توماس باكل على موقع إن إن دي بي (الإنجليزية)
- هنري توماس باكل على موقع مباريات الشطرنج (الإنجليزية)
- هنري توماس باكل على موقع 365Chess.com (الإنجليزية)